# Periclina yvonina
Periclina yvonina är en fjärilsart som beskrevs av Paul Dognin 1900. Periclina yvonina ingår i släktet Periclina och familjen mätare. Inga underarter finns listade i Catalogue of Life.